# Рим-Ф'юмічіно
Міжнародний аеропорт імені Леонардо да Вінчі або Аеропорт Ф'юмічіно (італ. L'aeroporto di Roma Fiumicino) (IATA: FCO, ICAO: LIRF) — найбільший аеропорт Італії. Офіційне відкриття відбулося 15 січня 1961. 2011 року його послугами скористалися близько 37 мільйонів пасажирів. Розташовано за 30 км на північний захід від Рима, у невеликому місті Ф'юмічіно. Названо на честь великого художника епохи Відродження Леонардо да Вінчі.
Є хабом для авіаліній:
- ITA Airways
- Vueling
- Poste Air Cargo
- Neos
- Ryanair
- Wizz Air

## Термінали
Термінали були модернізовані протягом 1990-х та 2000-х років.  
- Термінал 1 (виходи B1-B13 і B14-B30) використовується компанією Alitalia (короткі рейси), Air France, Croatia Airlines,[4] Etihad Regional та KLM.
- Термінал 2 (виходи С1-С7) використовується компаніями easyJet, Blue Air, Wizz Air та Ryanair.

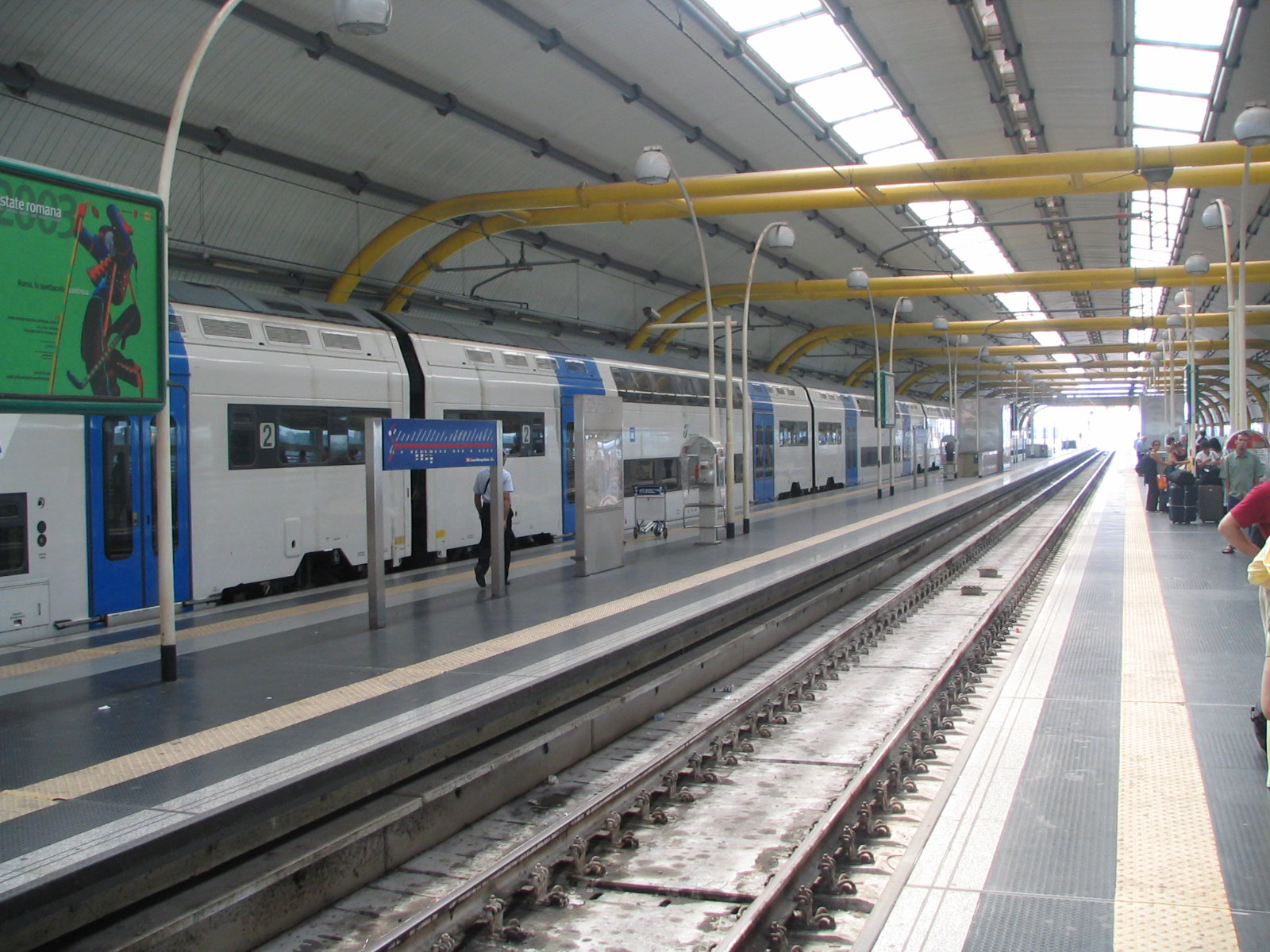
Станція Аеропорт Фіумічіно

- Термінал 3 (виходи C8-C16, D1-D10, H1-H3, H6-H19 та G1-G14) є найбільшим терміналом і використовується Alitalia (далекомагестральні рейси), Vueling та декількома іншими компаніями.
- Термінал 5 (виходи H1-H3, H6-H19 і G1-G14) використовується усіма американськими та ізраїльськими перевізниками[5]

## Наземний транспорт
Між терміналами курсує шатл малої автоматичної колії SkyBridge.
Від залізничної станції Аеропорт Фіумічіно що 15 хвилин рушать потяги Леонардо Експрес, що експлуатується Треніталіа. Поїздка до станції Терміні триває 30 хвилин, потяги прямують без зупинок. Крім того, місцеві потяги Римського S-bahn (лінія FL1) вирушають що 15 хвилин, зупиняючись на всіх станціях. Проте ці потяги не досягають станції Терміні Залізничний рух в аеропорту відкрито у грудні 1989 року

## Авіалінії та напрямки

### Пасажирські
| Авіакомпанія                  | Пункт призначення |
| ----------------------------- | --- |
| Aegean Airlines               | Афіни |
| Aer Lingus                    | Дублін |
| Аерофлот                      | Москва–Шереметьєво, Ст Петербург |
| Aerolíneas Argentinas         | Буенос-Айрес-Есейса |
| Air Algerie                   | Алжир |
| Air Arabia Maroc              | Фес |
| Air Cairo                     | Марса-Алам, Шарм-ель-Шейх |
| Air Canada                    | Монреаль–Трюдо, Торонто–Пірсон |
| Air China                     | Пекін, Ханчжоу |
| Air Europa                    | Мадрид |
| Air France                    | Париж-Шарль де Голль |
| Air India                     | Делі |
| Air Italy                     | Мілан-Мальпенса |
| Air Malta                     | Мальта |
| Air Moldova                   | Кишинів |
| Air Serbia                    | Белград, Ніш (з 2 серпня 2019) |
| Air Transat                   | Сезонний: Монреаль–Трюдо, Торонто–Пірсон |
| airBaltic                     | Рига |
| AlbaStar                      | Сезонний: Лурд |
| Alitalia                      | Альгеро, Алжир, Амстердам, Афіни, Барселона, Барі, Бейрут, Белград, Мілан-Бергамо (з 27 червня 2019), Берлін-Тегель, Болонья, Бостон, Бріндізі, Брюссель, Будапешт, Буенос-Айрес-Есейса, Кальярі, Каїр, Касабланка, Катанія, Копенгаген, Делі, Дюссельдорф, Флоренція, Франкфурт, Женева, Генуя, Йоганнесбург-О. Р. Тамбо, Київ-Жуляни, Ламеція-Терме, Лондон–Хітроу, Лос-Анджелес, Мадрид, Малага, Мальта, Марсель, Мехіко, Маямі, Мілан-Лінате, Мілан–Мальпенса, Москва-Шереметьєво, Мюнхен, Неаполь, New York–JFK, Ніцца, Ольбія Палермо, Париж–Шарль де Голль, Подгориця, Піза, Прага, Реджо-Калабрія, Ріо-де-Жанейро-Галеан, Сантьяго-де-Чилі, Сан-Паулу-Гуарульюс, Сеул–Інчхон, Софія, Тель-Авів-Бен-Гуріон, Тирана, Токіо–Наріта, Тулуза, Трапані, Трієст, Туніс, Турин, Валенсія, Венеція, Верона, Варшава-Шопен, Вашингтон-Даллес, Цюрих Сезонний: Аяччо, Амман, Чикаго–О'Хара, Корфу, Дубровник, Гавана, Іракліон, Ібіца, Кефалонія (з 29 липня 2019), Лампедуза, Ларнака, Мале, Маврикій, Менорка, Міконос, Пальма-де-Мальорка, Пантеллерія, Родос, Ст Петербург, Спліт, Тенерифе-Північний, Салоніки, Торонто–Пірсон Сезонний чартер: Ла-Романа, Пуент-а-Пітр |
| AlMasria Universal Airlines   | Сезонний чартер: Шарм-ель-Шейх |
| American Airlines             | Філадельфія Сезонний: Шарлотт, Чикаго–О'Хара, Даллас/Форт-Уерт, New York–JFK |
| Armenia Aircompany            | Єреван |
| Asiana Airlines               | Сеул–Інчхон |
| ASL Airlines France           | Чартер: Остенде-Брюгге, Париж–Орлі, Танжер |
| Белавія                       | Мінськ |
| Blue Air                      | Бакеу, Бухарест, Констанца, Яси |
| Bluebird Airways              | Сезонний: Тель-Авів-Бен-Гуріон |
| Blue Panorama Airlines        | Ларго-дель-Сур, Гавана, Ла-Романа, Реджо-Калабрія, Сантьяго-де-Куба, Тирана Сезонний: Корфу, Іракліон, Ібіца, Кефалонія, Кос, Лампедуза, Міконос, Пантеллерія, Превеза, Родос, Санторіні, Скіатос, Турин, Закінф |
| Braathens Regional Aviation   | Чартер: Біллунн, Оденсе |
| British Airways               | Лондон-Сіті, Лондон-Гатвік, Лондон-Хітроу |
| Brussels Airlines             | Брюссель |
| Bulgaria Air                  | Софія |
| Cathay Pacific                | Гонконг |
| China Airlines                | Тайвань-Таоюань |
| China Eastern Airlines        | Шанхай-Пудун, Веньчжоу |
| China Southern Airlines       | Гуанчжоу-Байюнь, Ухань |
| Croatia Airlines              | Спліт, Загреб Сезонний: Дубровник |
| Czech Airlines                | Прага |
| Delta Air Lines               | Атланта, Нью-Йорк-Кеннеді Сезонний: Детройт |
| easyJet                       | Амстердам, Берлін-Тегель Бристоль, Лондон-Гатвік, Лондон-Лутон, Ліон, Нант, Ніцца, Париж-Орлі, Тулуза |
| easyJet Switzerland           | Базель-Мюлуз-Фрайбург, Женева |
| EgyptAir                      | Каїр |
| El Al                         | Тель-Авів-Бен-Гуріон |
| Emirates                      | Дубай |
| Enter Air                     | Сезонний чартер: Маастрихт/Аахен |
| Ernest Airlines               | Харків, Київ-Жуляни, Львів, Тирана Сезонний: Одеса |
| Estelar Latinoamerica         | Каракас |
| Ethiopian Airlines            | Аддис-Абеба |
| Etihad Airways                | Абу-Дабі |
| Eurowings                     | Кельн/Бонн, Дюссельдорф, Гамбург, Штутгарт, Відень |
| Finnair                       | Гельсінкі |
| Flybe                         | Кардіфф (завершення 7 вересня 2019) |
| Hainan Airlines               | Цзянбей, Шеньчжень, Сіань |
| HOP!                          | Бордо, Ліон |
| Iberia                        | Мадрид |
| Iran Air                      | Тегеран–Імам Хомейні |
| Israir                        | Тель-Авів-Бен-Гуріон |
| Jet2.com                      | Бірмінгем, Манчестер Сезонний: Глазго, Лідс/Бредфорд, Ньюкасл |
| Joon                          | Париж-Шарль де Голль (завершення 26 червня 2019) |
| KLM                           | Амстердам |
| Korean Air                    | Сеул–Інчхон |
| Kuwait Airways                | Кувейт |
| TAM Airlines                  | Сан-Паулу-Гуарульюс |
| Lufthansa                     | Франкфурт, Мюнхен |
| Luxair                        | Люксембург |
| Middle East Airlines          | Бейрут |
| Montenegro Airlines           | Подгориця |
| Neos                          | Боа-Віста, Канкун, Фуертевентура, Мале, Марса-Алам, Сал, Шарм-ель-Шейх, Тенерифе-Південний Сезонний: Іракліон, Ібіца, Мерса-Матрух, Менорка, Міконос, Носі-Бе, Родос |
| Norwegian Air Shuttle         | Копенгаген, Гельсінкі, Лос-Анджелес, Ньюарк, Осло-Гардермуен, Стокгольм-Арланда Сезонний: Берген, Бостон-Логан, Окленд |
| Pegasus Airlines              | Стамбул–Сабіха Гекчен |
| Pobeda                        | Калінінград |
| Qatar Airways                 | Доха |
| Royal Air Maroc               | Касабланка |
| Royal Jordanian               | Амман |
| Ryanair                       | Аліканте, Барселона, Барі, Бріндізі, Брюссель, Катанія, Комізо, Лансароте, Малага, Мальта, Марсель, Палермо, Севілья, Тель-Авів-Бен-Гуріон Сезонний: Кос, Родос |
| S7 Airlines                   | Москва-Домодєдово |
| Saudi Arabian Airlines        | Джидда, Ріяд |
| Scandinavian Airlines System  | Орхус, Копенгаген, Стокгольм-Арланда Сезонний: Осло-Гардермуен |
| Sichuan Airlines              | Ченду (з 25 червня 2019) |
| Singapore Airlines            | Сінгапур |
| SmartWings                    | Прага |
| SunExpress                    | Сезонний: Ізмір |
| Swiss International Air Lines | Цюрих |
| TAP Portugal                  | Лісабон |
| TAROM                         | Бухарест |
| Thai Airways International    | Бангкок-Суварнабхумі |
| Transavia                     | Роттердам/Гаага |
| Transavia France              | Нант |
| TUI fly Belgium               | Сезонний чартер: Касабланка |
| Tunisair                      | Туніс Сезонний чартер: Джерба, Монастір, Табарка |
| Turkish Airlines              | Анкара, Стамбул-Аеропорт, Стамбул-Сабіха Гекчен Сезонний чартер: Ізмір |
| Міжнародні авіалінії України  | Київ-Бориспіль Сезонний: Львів |
| United Airlines               | Ньюарк Сезонний: Чикаго-О'Хара, Вашингтон-Даллес |
| Ural Airlines                 | Москва-Жуковський, Єкатеринбург |
| Uzbekistan Airways            | Ташкент Сезонний: Ургенч |
| Vueling Airlines              | Аліканте, Амстердам, Барселона, Більбао, Катанія, Дубровник, Гран-Канарія, Лондон-Гатвік, Ліон, Мадрид, Малага, Марсель, Мюнхен, Нант, Палермо, Париж-Шарль де Голль, Париж-Орлі, Прага, Сантьяго-де-Компостела, Санторіні, Севілья, Тель-Авів, Тенерифе-Південний, Валенсія, Відень Сезонний: Кефалонія, Корфу, Іракліон, Ібіца, Карпатос, Кос, Лампедуза, Менорка, Міконос, Пальма-де-Мальорка, Превеза, Родос, Спліт, Задар, Закінф |
| Wizz Air                      | Будапешт, Кутаїсі, Відень, Варшава-Шопен |

### Вантажні
| Авіакомпанія                                | Пункт призначення            |
| ------------------------------------------- | ---------------------------- |
| ASL Airlines Belgium                        | Льєж                         |
| FedEx Express оператор ASL Airlines Ireland | Анкона, Париж–Шарль де Голль |
| Mistral Air                                 | Брешія, Мілан-Лінате         |

## Статистика
Див. джерело запитів Вікіданих та джерела.